# Sainte Jeanne (film, 1957)
Pour les articles homonymes, voir Sainte Jeanne.
Pour plus de détails, voir Fiche technique et Distribution.
Sainte Jeanne (titre original anglais: Saint Joan) est un film américain réalisé par Otto Preminger, sorti en 1957. 
Il s'agit d'une adaptation de la pièce Sainte Jeanne de George Bernard Shaw, avec Jean Seberg dans le rôle de Jeanne d'Arc.

## Synopsis
Jeanne d'Arc apparaît dans en rêve au roi de France Charles VII et rappelle son passé de guerrier et de martyr.

## Fiche technique
- Titre : Sainte Jeanne
- Titre original : Saint Joan
- Réalisation : Otto Preminger
- Scénario : Graham Greene d'après la pièce de George Bernard Shaw
- Direction artistique : Ray Simm
- Costumes : John McCorry
- Photographie : Georges Périnal, assisté de Denys N. Coop (cadreur)
- Montage : Helga Cranston
- Musique : Mischa Spoliansky
- Production : Douglas Peirce et Otto Preminger
- Société de production : Wheel Productions
- Société de distribution : United Artists
- Pays : américain
- Langue : anglais
- Genre : Film historique
- Format : Noir et blanc - 35 mm - 1,85:1 au tournage, Panoramique 1,66:1 à l'exploitation française au moment de sa sortie - Son mono
- Durée : 110 minutes
- Date de sortie :
  - États-Unis : 8 mai 1957

## Distribution
- Jean Seberg : Jeanne d'Arc
- Richard Widmark : Le Dauphin Charles VII
- Richard Todd : Jean d'Orléans, « le Bâtard d'Orléans »
- Anton Walbrook : Cauchon, l'évêque de Beauvais
- John Gielgud : le Comte de Warwick
- Felix Aylmer : l'inquisiteur
- Archie Duncan : Robert de Baudricourt
- Harry Andrews : John de Stogumber
- Margot Grahame : la Duchesse de la Trémoille
- Barry Jones : De Courcelles
- Francis De Wolff : La Trémoille
- Finlay Currie : Regnault de Chartres, archevêque de Reims
- Victor Maddern : le soldat anglais
- Bernard Miles : le bourreau
- David Oxley : Gilles de Rais, « Barbe-Bleue »
- Patrick Barr : le Capitaine La Hire
- Sydney Bromley : l'ntendant de Baudricourt
- Kenneth Haigh : Frère Martin Ladvenu
- David Langton : le garde du Capitaine de Warwick
- Skip Martin
- Thomas Gallagher : Foul mouthed Frank (non crédité)
- David Hemmings : un page (non crédité)
- Michael Lewin : Bit Part (non crédité)
- Mark Milleham : l'enfant français (non crédité)
- Spoli Mills (non crédité)
- Richard Palmer : Page (non crédité)
- Susan Raie : la fille aux cheveux sombres (non crédité)
- Norman Rossington : le second soldat au bûcher (non crédité)

## Autour du film
Des proches adressent la candidature de Jean Seberg à Otto Preminger qui, convaincu par sa forte personnalité et sa motivation, la « lance » dans les medias avant même le tournage. Lors de celui-ci, Preminger l'isole de l'équipe pour qu'elle s'identifie mieux à la Pucelle ; mais Jean Seberg vit très mal cette tension nerveuse.
Dans la scène du bûcher, Jean Seberg panique devant les flammes très proches d'elle et « a manqué être brûlée ». Le biopic Seberg (Benedict Andrews, 2019) montre même des cicatrices de brûlures sur son ventre, ce qui semble relever de la fiction.